# Vrgada
Vrgada je ostrov v Chorvatsku v Jaderském moři. Nachází se v polovině cesty mezi Zadarem a Šibenikem, na souostroví severozápadně od Murteru a na jih od Biogradu na moru a 2,5 námořních mil (4,6 km) od pevniny. Má rozlohu 3,7 km2 a žije zde celkem 249 obyvatel. Jediné osídlení na ostrově je také pojmenováno Vrgada a je obklopeno borovým lesem. Hlavními průmyslovými odvětvími jsou zemědělství a rybolov. Na severovýchodním pobřeží je několik malých zátok.